# Єврейський музей Бельгії
Євре́йський музе́й Бе́льгії (фр. Musée Juif de Belgique, нід. Joods Museum van Belgïe) — музей у Брюсселі, розташований на вулиці Мінім, 21.
У музеї представлена велика колекція об'єктів юдейської культури з Європи, Азії та Африки починаючи з XVIII століття.

## Колекція
Колекція музею складається з 750 об'єктів юдейського культу, 1250 творів юдейського мистецтва, 20 000 історичних фотографій, 5 000 афіш, а також з великої кількості аудіоматеріалів.